# Rondeletia sylvestris
Rondeletia sylvestris är en måreväxtart som beskrevs av Spencer Le Marchant Moore. Rondeletia sylvestris ingår i släktet Rondeletia och familjen måreväxter. Inga underarter finns listade i Catalogue of Life.